# Sopran
Un sopran este un cântăreț al cărui întindere vocală corespunde registrului acut (cel mai înalt). Termenul este folosit în legătură cu interpreții de operă, lied și oratoriu. Aceștia fie nu au ajuns încă la pubertate, fie vocea lor nu a trecut prin transformările specifice adolescenței din motive medicale. Partitura corespunzătoare unei voci de sopran se notează întotdeauna în cheia sol. Timbrul de sopran este cel mai sărac în armonice, motiv pentru care scriitura (îndeosebi cea pentru cor) trebuie să urmeze anumite rigori. Exemple de astfel de cântăreți (cu voce adultă de sopran) sunt: Radu Marian (sopran moldovean) și Michael Maniaci (sopran american).

## Întindere vocală
Ambitusul „de bază” al unui sopran corist se întinde de la nota mi din octava întâi până la nota sol din octava a doua; o voce mai dezvoltată poate coborî până la do central (sau chiar până la nota si din octava mică) și poate atinge nota la din octava a doua. În cazul unui cor format din mai multe partide de voci, distanța (intervalul armonic maxim admis) între sopran și vocea aflată imediat dedesubt – de obicei, alto – este de cel mult o decimă (terță peste octavă). Sopranii soliști au ambitusul mult mai larg, atât în grav (se poate merge până la nota sol, chiar fa# din octava mică), cât și în acut (unde se poate ajunge până la nota re, mi sau chiar fa din octava a treia).

## Repertoriu
Există multă muzică scrisă pentru vocea de sopran (mai exact, soprano castrato), de pe vremea când se obișnuia utilizarea castraților - o voce care nu mai există, având în vedere faptul că practica castrării a fost abolită înaintea sfârșitului secolului al XIX-lea. Astfel, aceștia pot interpreta compozițiile compozitorilor baroci (preclasici) precum Johann Sebastian Bach, Georg Friedrich Händel sau Claudio Monteverdi (roluri masculine de sopran în operele acestora, oratorii, cantate - gen vocal baroc, motete - precum Exsultate, jubilate). De asemenea, Wolfgang Amadeus Mozart (compozitor clasic) a scris muzică pentru acest tip de voce.

## Soprani notabili
Exemple de soprani din zilele noastre, vocea lor având la bază diverse probleme medicale, mai mult sau mai puțin cunoscute:
- Radu Marian, sopran moldovean
- Michael Maniaci, sopran american
- Tomotaka Okamoto, sopran japonez
- Oleg Ryabets, sopran ucrainean